# Río Guadarranque (Cádiz)
El río Guadarranque es un río costero del sur de España situado en la comarca andaluza del Campo de Gibraltar, en la provincia de Cádiz. Nace en la finca de Buenas Noches, en el término municipal de Jimena de la Frontera, en el corazón del parque natural de los Alcornocales, y desemboca en la bahía de Algeciras, junto a la localidad homónima. 
Su nombre procede del árabe Wadi-Ramke o "río de las yeguas".

## Curso
Cerca de su nacimiento se le unen los arroyos de Madre Vieja, el más importante de cuantos posee, y hacia la cuenca media los arroyos Dulce y Miraflores entre otros afluentes de menor importancia. La cuenca Guadarranque-Palmones forma parte de las cuencas mediterráneas de Andalucía y tiene una extensión de 765 km².
Este río abastece a gran parte de la población campogibraltareña gracias un embalse situado en su cauce alto, la presa del Guadarranque con capacidad para 87 hm³. y a un amplio acuífero junto al Río Palmones de origen pliocuaternario de unos 105 km².

## Protección
El estuario del Guadarranque y el Guadiaro está catalogados como paraje natural. Además, debido a la abundante presencia de aves está incluido en el inventario de espacio naturales protegidos de Andalucía y en la Red Ecológica Natura 2000.

## Cambios recientes
En su desembocadura recibe las aguas de la central de ciclo combinado de San Roque.
El curso final del río ha sufrido en los últimos siglos un fuerte proceso de colmatación debido a los aportes de materiales, pero en el pasado formaba una amplia ensenada junto al río Palmones que servía de puerto natural al asentamiento cartaginés del Cerro del Prado, germen de la posterior Carteia, importante ciudad romana cuyos restos son aún observables en la margen derecha del río.
En 2016 se instalarán pivotes para cerrar el acceso al río desde el mar y evitar actividades ilícitas.